# Кофи, Осей
Осей Кофи (англ. Osei Kofi; 3 июня 1940, Кофоридуа) — ганский футболист, нападающий. На протяжении всей своей карьеры выступал за клубы «Хартс оф Оук» и «Асанте Котоко», а также за национальную сборную Ганы. Победитель Кубка африканских наций 1963 и 1965 годов. Финалист Кубка африканских наций 1968 года. Участник трёх летних Олимпийских игр 1964, 1968 и 1972 годов. Считается иконой ганского футбола.

## Карьера

### Ранние годы
Кофи родился в Кофоридуа, что в юго-восточной части Ганы, 3 июня 1940 года, хотя в некоторых официальных документах неверно указан год рождения - 1942 год. Его бросил отец вскоре после окончания начальной школы. Кофи решил оставить учебу, так как не имел возможности себе её позволить. Он решил полностью посвятить себя футболу, уехав жить в Аккру.

### Клубная
В 1961 году Кофи начал свою карьеру в клубе «Хартс оф Оук», дебютировав в дерби против Грит Олимпикс. В первом и единственном сезоне в клубе он выиграл свой первый национальный титул. В 1962 году, убеждённый своим отцом, который нашёл работу водителя в Кумаси, он решил присоединиться к клубу «Асанте Котоко», что вызвало настоящий переполох в Гане. Кофи даже стал жертвой различных колдовских практик.
В футболке «Асанте Котоко» Кофи выиграл шесть национальных титулов и Кубок африканских чемпионов в 1970 году, а «Асанте Котоко» стал первой командой из Ганы, выигравшей данный трофей. В 1968 году, произведя впечатление на английскую публику во время тура, который «Асанте Котоко» провёл в том году в Великобритании, «Сток Сити» предложил ганскому игроку подписать контракт, но Кофи отказался, предпочтя остаться и играть в Гане. Он завершил карьеру в 1975 году после столкновения между его велосипедом и автомобилем, которое вынудило пойти на операцию, от которой он больше не мог оправиться.

### Международная
Первые вызовы поступили вскоре после его дебюта за «Хартс оф Оук». 19 августа 1962 года Кофи дебютировал за национальную сборную Ганы в исторически дружественном матче против мадридского «Реала», матч закончился со счётом 3:3.
Вместе со сборной Кофи выиграл два подряд Кубка африканских наций в 1963 и 1965 годах, однако проиграл третий в 1968 году в финале уступив сборной Судана. С тремя голами Кофи стал лучшим бомбардиром Кубка африканских наций 1965 года, который проводился в Тунисе, в результате чего Гана выиграла турнир во второй раз в истории. Также он был назван лучшим игроком того турнира. Кофи был третьим бомбардиром Кубка африканских наций 1968 года. В течение почти пятидесяти лет, забив в общей сложности семь мячей, он удерживал рекорд среди ганских футболистов в Кубке африканских наций. Достижение превзошёл Асамоа Гьян в 2017 году. 
Кофи сумел принять участие в трёх Олимпийских играх подряд, с 1964 по 1972 года. Суммарно провёл на соревновании шесть игр и отметился одним забитым мячом.
В 1966 году Кофи потерял возможность участвовать в чемпионате мира в Англии из-за бойкота, наложенного африканскими странами против чемпионата мира.

## Стиль игры
Осея Кофи прозвали «волшебником-дриблером» из-за его навыков ведения мяча.

## После завершения карьеры
Кофи на сегодняшней день живет в Аккре и имеет шестерых детей, включая Эммануэля, также в прошлом футболиста. он всегда носит с собой Библию, так как очень религиозный с детства, поэтому позже он стал священником. Он также имеет тренерский диплом Бразильской футбольной академии в Рио-де-Жанейро. Также он работал координатором национальных игр. В июне 2018 года правительство Ганы назначило его, наряду с пятью другими деятелями национального спорта, членом Временного комитета по управлению, которому поручено управлять футбольным движением Ганы после кризиса, поразившего Федерацию футбола, охваченного скандалами и обречённого на роспуск.

## Достижения
«Хартс оф Оук»
- Чемпион Ганы: 1961/62

«Асанте Котоко»
- Чемпион Ганы (6): 1963/64, 1964/65, 1967, 1968, 1969, 1972
- Победитель африканской лиги чемпионов: 1970

Сборная Ганы
- Победитель Кубка африканских наций (2): 1963, 1965
- Лучший игрок Кубка африканских наций: 1965
- Лучший бомбардир Кубка африканских наций: 1965